# О’Бойл, Патрик Алоизиус
Патрик Алоизиус О’Бойл (англ. Patrick Aloysius O’Boyle; 18 июля 1896, Скрентон, США — 10 августа 1987, Вашингтон, США) — американский кардинал. Архиепископ Вашингтона с 27 ноября 1947 по 3 марта 1973. Кардинал-священник с 26 июня 1967, с титулом церкви Сан-Никола-ин-Карчере с 29 июня 1967.